# Галлинаро
Галлинаро (итал. Gallinaro) — коммуна в Италии, располагается в регионе Лацио, в провинции Фрозиноне.
Население составляет 1230 человек (2008 г.), плотность населения составляет 70 чел./км². Занимает площадь 18 км². Почтовый индекс — 3040. Телефонный код — 0776.
Покровителем коммуны почитается san Gerardo, празднование 11 августа.

## Демография
Динамика населения:

## Администрация коммуны
- Официальный сайт: http://www.comune.gallinaro.fr.it/ Архивная копия от 24 ноября 2010 на Wayback Machine